# Komorów (powiat świdnicki)
Komorów (niem. Cammerau) – wieś w Polsce, w województwie dolnośląskim, w powiecie świdnickim, w gminie Świdnica.

## Nazwa
9 września 1947 ustalono polską nazwę miejscowości – Komorów.

## Podział administracyjny
W latach 1975–1998 miejscowość należała administracyjnie do województwa wałbrzyskiego.

## Demografia
W 1933 r. w miejscowości mieszkało 426 osób, a w 1939 roku – 406 osób. W roku 2009 miejscowość liczyła 633 mieszkańców, natomiast obecnie (2019 r.) ich liczba wzrosła do 769.

## Zabytki
Do rejestru zabytków Narodowego Instytutu Dziedzictwa wpisany jest:
- zespół pałacowy z około 1800 roku:
  - pałac, pierwotnie zamek wodny, barokowy z dachem czterospadowym,
  - park ze stawem zamkowym